# Plum Point (Canada)
Plum Point is een dorp en local service district in de Canadese provincie Newfoundland en Labrador. De plaats bevindt zich aan de noordwestkust van het eiland Newfoundland.

## Geschiedenis
In 1994 kreeg Plum Point voor het eerst beperkt lokaal bestuur doordat de plaats een local service district werd.

## Geografie
Plum Point ligt aan de noordwestkust van het Great Northern Peninsula, het meest noordelijke gedeelte van Newfoundland. De plaats ligt tussen de dorpen Blue Cove en Brig Bay, aan de oevers van de Saint Lawrencebaai. Minder dan 500 meter voor de kust ligt Old Ferolle Island.

## Demografie
Demografisch gezien is de designated place Plum Point, net zoals de meeste afgelegen dorpen op Newfoundland, aan het krimpen. Tussen 1991 en 2021 daalde de bevolkingsomvang van 212 naar 90. Dat komt neer op een daling van 122 inwoners (-57,5%) in 30 jaar tijd.
| Demografische ontwikkeling van Plum Point tussen 1991 en 2021   |
| --------------------------------------------------------------- |
|                                                                 |
| Bron: Statistics Canada (1991–1996, 2001–2006, 2011–2016, 2021) |